# Nicolae Teclu
Nicolae Teclu (ur. 11 października 1839, Braszów, Rumunia; zm. 13 lipca 1916, Wiedeń, Austria) – rumuński chemik, wynalazca palnika Teclu. Przyczynił się do rozwoju światowej chemii.

## Życiorys
Studiował chemię na Uniwersytecie Technicznym w Wiedniu, a następnie architekturę na Akademii Sztuk Pięknych w Monachium. Został profesorem chemii analitycznej w Wiedniu. W 1892 roku opublikował wynalazek nowego palnika laboratoryjnego Palnik Teclu, który został nazwany jego imieniem. Budową przypomina palnik Bunsena, lecz dzięki zaprojektowaniu lepszego mechanizmu regulacji dopływu powietrza do kominka, osiąga wyższą temperaturę płomienia. 
Teclu był także wynalazcą innych przyrządów laboratoryjnych, które obecnie są przechowywane na Uniwersytecie w Bukareszcie. Był dożywotnim członkiem Akademii Rumuńskiej.